# Czernichowo
Czernichowo (biał. Чэрніхава; ros. Чернихово) – wieś na Białorusi, w obwodzie brzeskim, w rejonie baranowickim, w sielsowiecie Wolna.
W czasach carskich i II Rzeczypospolitej do 1926 siedziba gminy Czernichowo. W dwudziestoleciu międzywojennym wieś leżała w Polsce, w województwie nowogródzkim, w powiecie baranowickim.